# Adriaen van Stalbemt

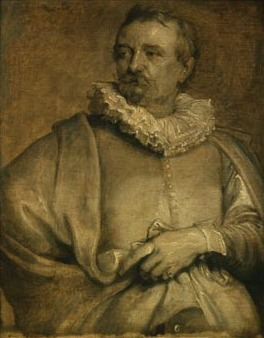
Adriaan van Stalbemt. Gemälde von Anthonis van Dyck

Adriaen van Stalbemt, auch Adriaan van Stalbent, (* 12. Juni 1580 in Antwerpen; † 21. September 1662 ebenda) war ein flämischer Maler, Radierer und Zeichner.

## Leben und Werk
Nach seiner Lehre wurde Stalbemt 1610 durch die Lukasgilde seiner Heimatstadt zum „Meister“ ernannt und von ihr aufgenommen.
Im Alter von 82 Jahren starb Adriaen van Stalbemt 1662, wahrscheinlich in Antwerpen.
Das künstlerische Werk Stalbemts ist ganz der Tradition der älteren flämischen Schule verpflichtet. Einige seiner Sujets (Porträts, Landschaften) können durchaus mit dem von Hendrik van Balen d. Ä. verglichen werden.
Werke von ihm befinden sich in Museen von Antwerpen, Berlin, Dresden, Frankfurt am Main, Kassel und Schwerin. Für seine Werke wurden auf dem Kunstmarkt bis zu 100.000 US-Dollar bezahlt.

## Bildergalerie

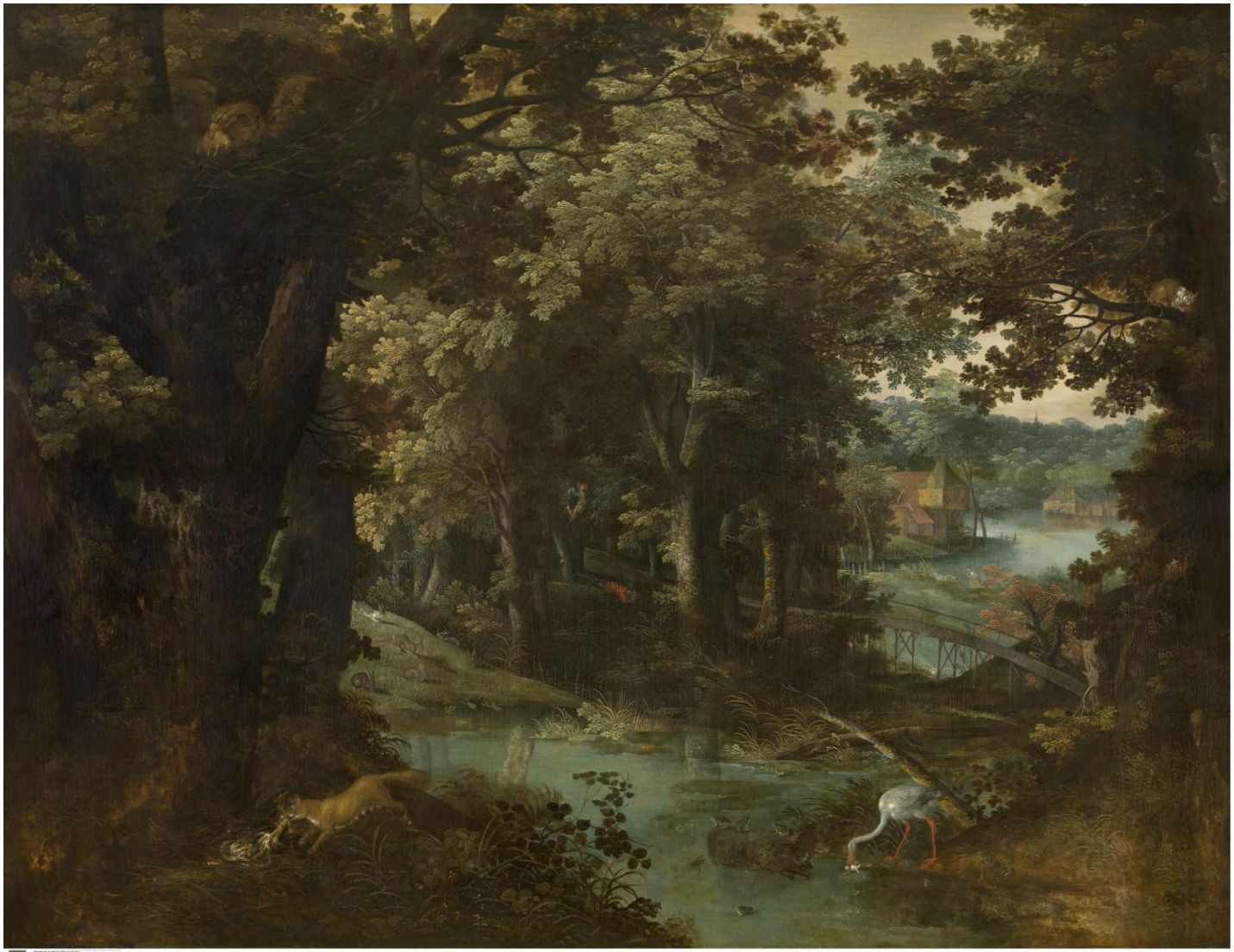
(Landschaft mit Fabeln)
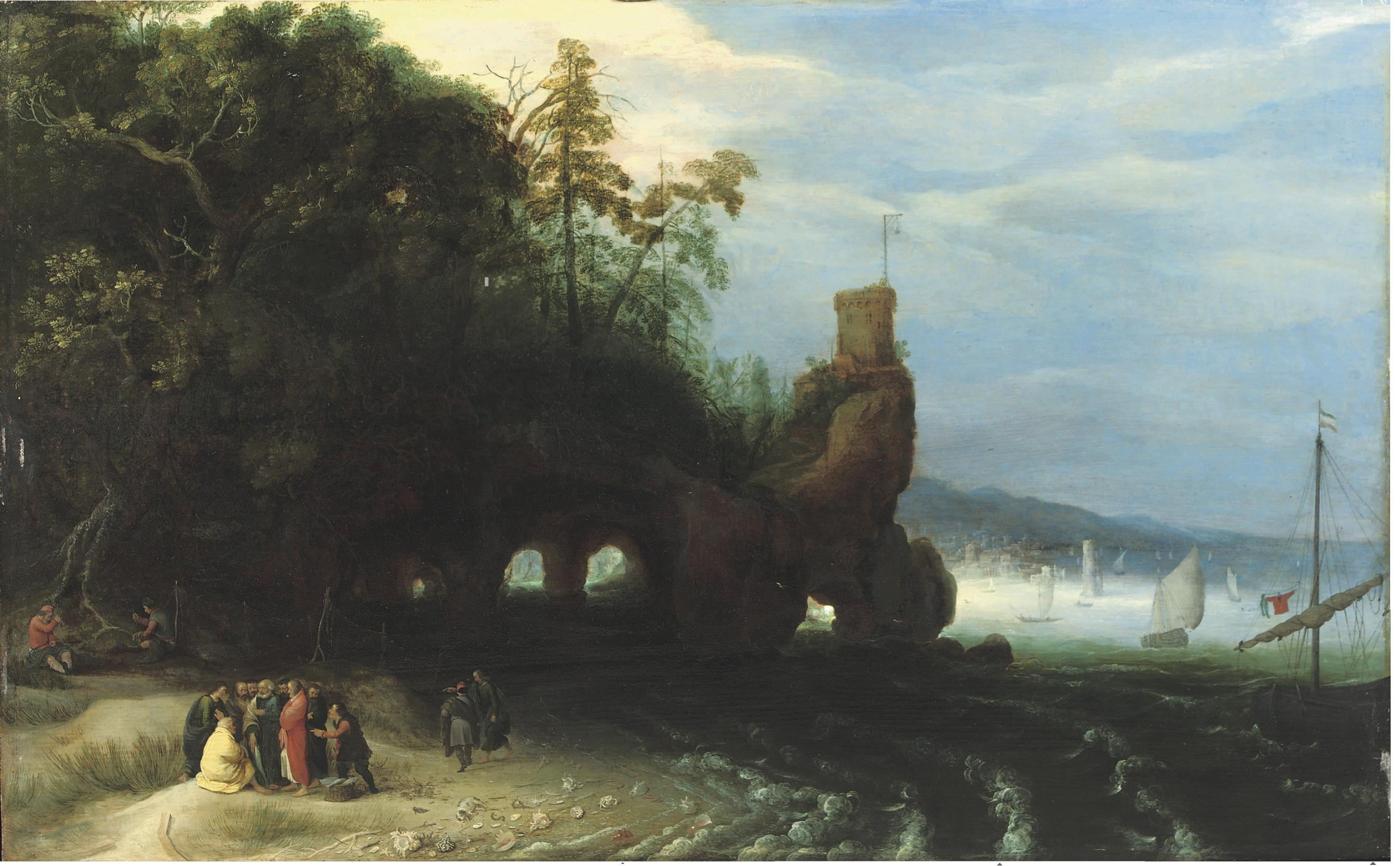
(Christus predigt am See Genezareth in Galiläa)
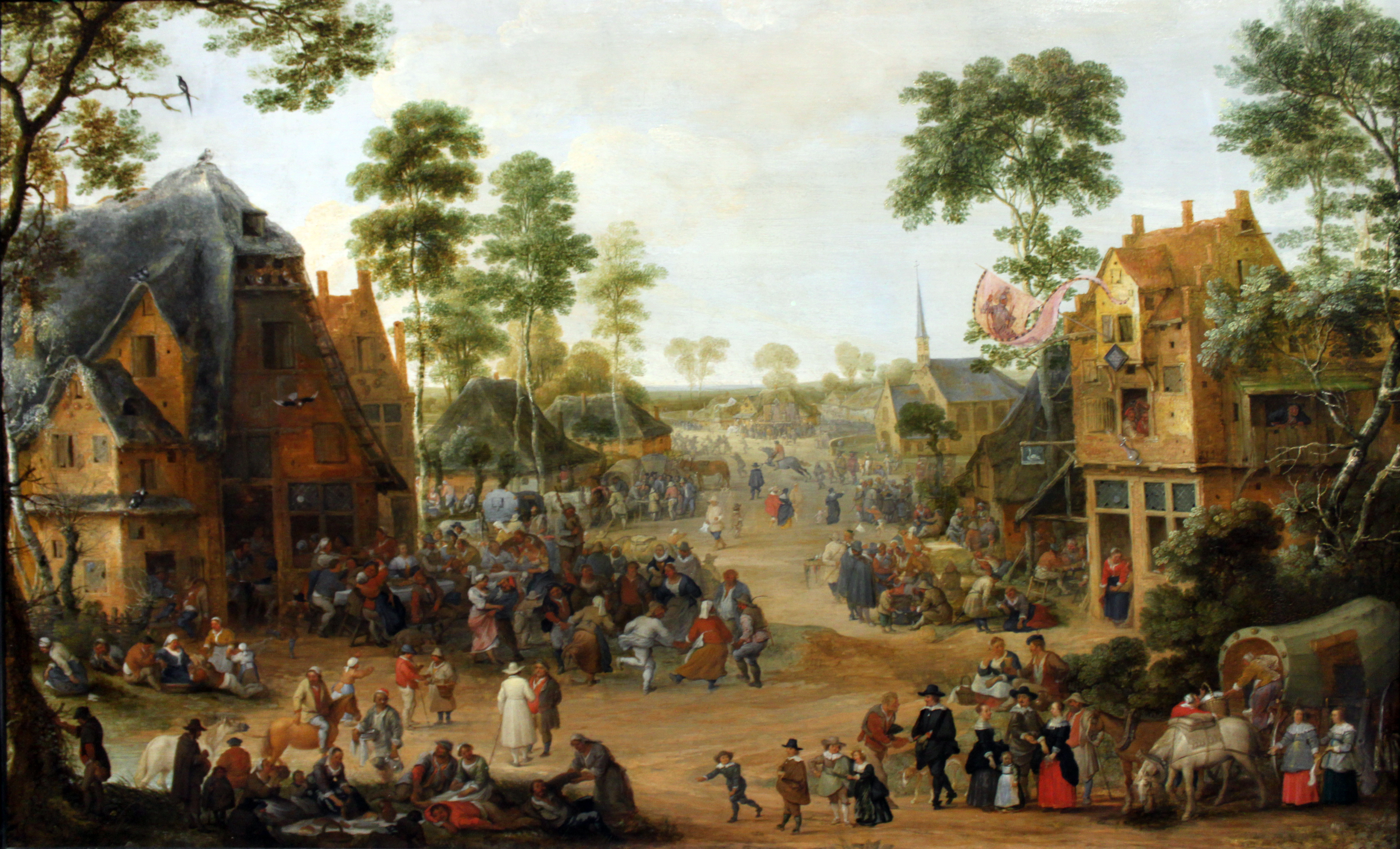
Dorfkirchweih, 1645 Städelsches Kunstinstitut
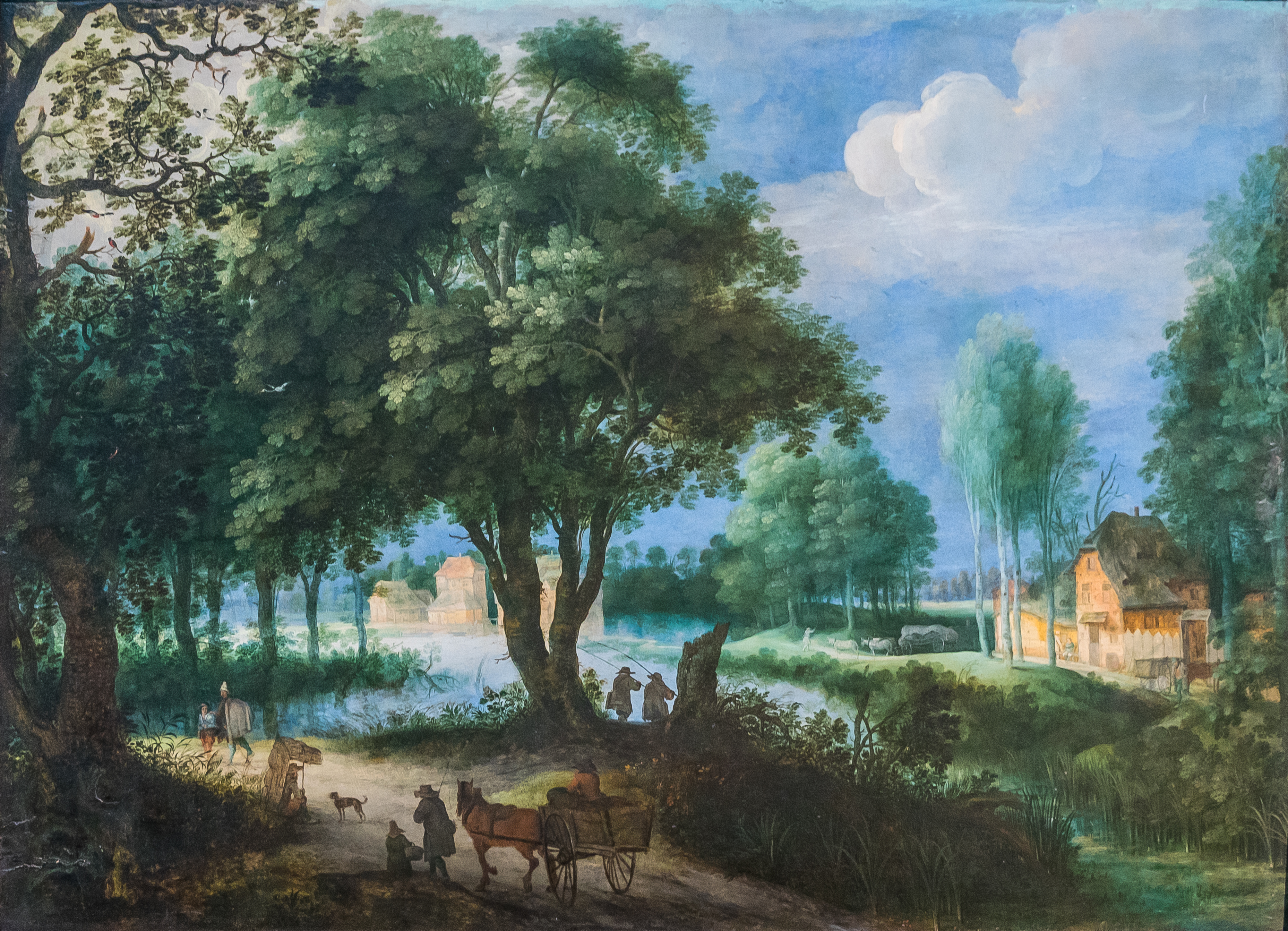
Landschaft, um 1650 Wallraf-Richartz-Museum & Fondation Corboud

## Werke (Auswahl)
- Midasurteil
- Göttermahlzeit
- Kermesse